# 슬리버
《슬리버》(영어: Sliver)는 미국에서 제작된 필립 노이스 감독의 1993년 에로 스릴러 영화이다. 아이라 레빈의 동명 소설에 바탕하였다. 샤론 스톤 등이 출연하였고, 로버트 에번스 등이 제작에 참여하였다.

## 출연진
- 샤론 스톤
- 윌리엄 볼드윈
- 톰 베런저
- 폴리 워커
- 콜린 캠프
- 어맨다 포먼
- 마틴 랜다우
- 니컬러스 프라이어
- CCH 파운더
- 니나 포시
- 킨 커티스
- 짐 비버
- 로버트 미아노
- 마넷 패터슨

## 기타 제작진
- 공동 제작: 윌리엄 J. 맥도널드
- 협력 제작: 로라 비더먼
- 미술: 폴 실버트
- 의상: 데버라 L. 스콧